# Wereldkampioenschappen biatlon 2009
De wereldkampioenschappen biatlon 2009 werden van 13 tot en met 22 februari 2009 georganiseerd in het Zuid-Koreaanse Pyeongchang. De resultaten van de wereldkampioenschappen tellen ook mee voor de wereldbeker.
Op vrijdag 13 februari maakte de IBU bekend dat de Russische biatleten Dmitri Jarosjenko, Albina Achatova en Jekaterina Joerijeva reeds bij de eerste wereldbeker in Östersund betrapt werden op doping. De drie zijn met onmiddellijke ingang geschorst door de Russische bond.
Ook het weer in Pyeongchang zit de organisatie tegen, het heeft al weken niet gesneeuwd in de Zuid-Koreaanse stad en met temperaturen tot 10 graden boven het vriespunt is het moeilijk om de piste optimaal prepareren. Eén dag voor het begin van de wedstrijden stond op sommige delen van het parcours 10 centimeter water.
Geluk voor de organisatie op de eerste dag van de WK, tegen de avond begonnen de temperaturen te dalen en bleven ook de dagen nadien rond het vriespunt hangen. Optimaal was de piste nog steeds niet, maar wel voldoende om de wedstrijden te laten doorgaan.

## Programma

### Mannen
| Datum      | MET KST     | Discipline            |
| ---------- | ----------- | --------------------- |
| 14/02/2009 | 11.15 19.15 | 10 km sprint          |
| 15/02/2009 | 11.15 19.15 | 12,5 km achtervolging |
| 17/02/2009 | 06.15 14.15 | 20 km individueel     |
| 21/02/2009 | 09.15 17.15 | 15 km massastart      |
| 22/02/2009 | 11.15 19.15 | 4 × 7,5 km estafette  |

### Vrouwen
| Datum      | MET KST     | Discipline          |
| ---------- | ----------- | ------------------- |
| 14/02/2009 | 08.45 16.45 | 7,5 km sprint       |
| 15/02/2009 | 09.00 17.00 | 10 km achtervolging |
| 18/02/2009 | 10.15 18.15 | 15 km individueel   |
| 21/02/2009 | 11.15 19.15 | 4 × 6 km estafette  |
| 22/02/2009 | 09.00 17.00 | 12,5 km massastart  |

### Gemengd
| Datum      | MET KST     | Discipline                              |
| ---------- | ----------- | --------------------------------------- |
| 19/02/2009 | 10.00 18.00 | gemengde estafette (2 × 6 + 2 × 7,5 km) |

## Resultaten

### Sprint
| #      | Naam                 | Land | Detail        |
| ------ | -------------------- | ---- | ------------- |
| Goud   | Ole Einar Bjørndalen | NOR  | 24.16,5 (1-1) |
| Zilver | Lars Berger          | NOR  | 24.17,7 (1-1) |
| Brons  | Halvard Hanevold     | NOR  | 24.29,0 (0-0) |
| 4      | Alexander Os         | NOR  | 24.41,1 (1-0) |
| 5      | Maxim Tsjoedov       | RUS  | 24.45,6 (0-0) |
| 6      | Simon Fourcade       | FRA  | 25.06,6 (0-1) |
| 7      | Michael Greis        | GER  | 25.10,2 (1-1) |
| 8      | Simon Eder           | AUT  | 25.15,7 (0-1) |
| 9      | Simon Hallenbarter   | SUI  | 25.28,4 (1-0) |
| 10     | Janez Maric          | SLO  | 25.35,5 (1-0) |

| #      | Naam               | Land | Detail        |
| ------ | ------------------ | ---- | ------------- |
| Goud   | Kati Wilhelm       | GER  | 21.11,1 (0-0) |
| Zilver | Simone Hauswald    | GER  | 21.21,0 (0-0) |
| Brons  | Olga Zajtseva      | RUS  | 21.38,2 (0-0) |
| 4      | Anna Boelygina     | RUS  | 22.04,4 (0-0) |
| 5      | Helena Jonsson     | SWE  | 22.05,8 (1-0) |
| 6      | Andrea Henkel      | GER  | 22.06,1 (1-1) |
| 7      | Anastasiya Kuzmina | SVK  | 22.18,4 (0-1) |
| 8      | Magdalena Neuner   | GER  | 22.19,6 (2-1) |
| 9      | Olga Nazarova      | BLR  | 22.37,4 (0-1) |
| 10     | Sandrine Bailly    | FRA  | 22.38,1 (1-0) |

### Achtervolging
| #      | Naam                 | Land | Detail             |
| ------ | -------------------- | ---- | ------------------ |
| Goud   | Ole Einar Bjørndalen | NOR  | 31.46,7 (0-2-0-2)  |
| Zilver | Maxim Tsjoedov       | RUS  | 32.28,45 (0-0-1-2) |
| Brons  | Alexander Os         | NOR  | 32.39,53 (0-0-2-1) |
| 4      | Tomasz Sikora        | POL  | 33.20,12 (0-0-2-1) |
| 5      | Lars Berger          | NOR  | 33.39,68 (2-3-1-2) |
| 6      | Halvard Hanevold     | NOR  | 33.53,60 (0-1-3-1) |
| 7      | Andriy Deryzemlya    | UKR  | 33.56,51 (0-1-2-1) |
| 8      | Martin Fourcade      | FRA  | 34.07,62 (0-0-2-2) |
| 9      | Michael Rösch        | GER  | 34.15,98 (0-1-2-1) |
| 10     | Simon Fourcade       | FRA  | 34.18,42 (2-1-2-1) |

| #      | Naam                | Land | Detail             |
| ------ | ------------------- | ---- | ------------------ |
| Goud   | Helena Jonsson      | SWE  | 34.12,39 (2-0-0-0) |
| Zilver | Kati Wilhelm        | GER  | 34.30,60 (1-1-3-1) |
| Brons  | Olga Zajtseva       | RUS  | 34.36,43 (0-3-1-2) |
| 4      | Kaisa Mäkäräinen    | FIN  | 34.49,23 (1-0-1-0) |
| 5      | Darja Domratsjeva   | BLR  | 34.51,45 (1-0-1-0) |
| 6      | Martina Beck        | GER  | 34.59,09 (0-0-1-1) |
| 7      | Marie Laure Brunet  | FRA  | 35.07,20 (0-0-0-0) |
| 8      | Natalia Levchenkova | MDA  | 35.27,10 (0-0-1-0) |
| 9      | Tora Berger         | NOR  | 35.28,28 (0-0-1-2) |
| 10     | Veronika Vitkova    | CZE  | 35.29,12 (1-0-0-1) |

### Individueel
| #      | Naam                 | Land | Detail            |
| ------ | -------------------- | ---- | ----------------- |
| Goud   | Ole Einar Bjørndalen | NOR  | 52.28,0 (0-0-2-1) |
| Zilver | Christoph Stephan    | GER  | 52.42,1 (1-0-0-0) |
| Brons  | Jakov Fak            | CRO  | 52.45,1 (0-0-0-1) |
| 4      | Simon Fourcade       | FRA  | 52.46,0 (0-0-1-1) |
| 5      | David Ekholm         | SWE  | 52.54,3 (0-1-0-0) |
| 6      | Dominik Landertinger | AUT  | 53.04,0 (0-0-1-1) |
| 7      | Ivan Tsjerezov       | RUS  | 53.05,8 (0-0-0-1) |
| 8      | Andriy Deryzemlya    | UKR  | 53.07,1 (1-0-0-1) |
| 9      | Tomasz Sikora        | POL  | 53.12,9 (0-2-1-1) |
| 10     | Maxim Tsjoedov       | RUS  | 53.17,3 (2-0-0-0) |

| #      | Naam                      | Land | Detail            |
| ------ | ------------------------- | ---- | ----------------- |
| Goud   | Kati Wilhelm              | GER  | 44.03,1 (0-1-0-0) |
| Zilver | Teja Gregorin             | SLO  | 44.42,6 (0-0-0-1) |
| Brons  | Tora Berger               | NOR  | 44.49,6 (0-0-0-1) |
| 4      | Anna Carin Olofsson-Zidek | SWE  | 45.01,7 (0-1-0-1) |
| 5      | Veronika Vítková          | CZE  | 45.23,9 (0-0-0-1) |
| 6      | Jelena Chrustaljova       | KAZ  | 45.32,4 (0-0-0-0) |
| 7      | Éva Tófalvi               | ROU  | 45.33,0 (0-0-1-0) |
| 8      | Helena Jonsson            | SWE  | 45.45,6 (0-0-2-0) |
| 9      | Sandrine Bailly           | FRA  | 45.52,5 (0-0-0-0) |
| 10     | Andrea Henkel             | GER  | 45.54,2 (0-2-0-1) |

### Massastart
| #      | Naam                 | Land | Detail            |
| ------ | -------------------- | ---- | ----------------- |
| Goud   | Dominik Landertinger | AUT  | 38.32,5 (2-0-0-1) |
| Zilver | Christoph Sumann     | AUT  | 38.41,4 (2-0-0-1) |
| Brons  | Ivan Tsjerezov       | RUS  | 38.46,4 (2-0-0-0) |
| 4      | Ole Einar Bjørndalen | NOR  | 38.53,6 (1-0-0-2) |
| 5      | Michael Rösch        | GER  | 39.07,2 (1-0-1-2) |
| 6      | Tomasz Sikora        | POL  | 39.09,0 (1-2-0-2) |
| 7      | Maxim Tsjoedov       | RUS  | 39.18,4 (1-0-2-1) |
| 8      | Simon Eder           | AUT  | 39.23,1 (1-0-0-1) |
| 9      | Simon Fourcade       | FRA  | 39.25,3 (2-1-0-0) |
| 10     | Christian de Lorenzi | ITA  | 39.26,0 (0-0-1-2) |

| #      | Naam               | Land | Detail            |
| ------ | ------------------ | ---- | ----------------- |
| Goud   | Olga Zajtseva      | RUS  | 34.18,3 (0-0-1-1) |
| Zilver | Anastasiya Kuzmina | SVK  | 34.25,8 (0-0-1-1) |
| Brons  | Helena Jonsson     | SWE  | 34.30,6 (0-0-1-1) |
| 4      | Vita Semerenko     | UKR  | 34.52,9 (0-0-0-0) |
| 5      | Andrea Henkel      | GER  | 34.53,5 (0-0-2-2) |
| 6      | Darja Domratsjeva  | BLR  | 35.02,3 (0-0-2-0) |
| 7      | Magdalena Neuner   | GER  | 35.08,4 (2-0-1-2) |
| 8      | Marie Laure Brunet | FRA  | 35.10,1 (0-1-0-1) |
| 9      | Olga Medvedtseva   | RUS  | 35.12,0 (0-1-2-0) |
| 10     | Veronika Vitkova   | CZE  | 35.14,7 (0-1-1-0) |

### Estafette
| #      | Land Atleten                                                                             | Detail (strafronden+naladen)                        |
| ------ | ---------------------------------------------------------------------------------------- | --------------------------------------------------- |
| Goud   | Noorwegen Emil Hegle Svendsen Lars Berger Halvard Hanevold Ole Einar Bjørndalen          | 1:08.04,1 (0+2-2+7) 0+0-1+3 0+0-0+0 0+2-0+1         |
| Zilver | Oostenrijk Daniel Mesotitsch Simon Eder Dominik Landertinger Christoph Sumann            | 1:08.16,7 (0+2-0+5) 0+0-0+1 0+1-0+0 0+1-0+2 0+0-0+2 |
| Brons  | Duitsland Michael Rösch Christoph Stephan Arnd Peiffer Michael Greis                     | 1:08.36,8 (0+3-0+7) 0+1-0+1 0+1-0+3 0+0-0+1 0+1-0+2 |
| 4      | Frankrijk Vincent Jay Vincent Defrasne Martin Fourcade Simon Fourcade                    | 1:09.00,6 (0+1-0+3) 0+0-0+2 0+0-0+1 0+1-0+0 0+0-0+0 |
| 5      | Oekraïne Olexander Bilanenko Vjatsjeslav Derkatsj Andriy Deryzemlya Roman Pryma          | 1:09.18,8 (0+4-0+2) 0+1-0+1 0+0-0+0 0+1-0+1 0+2-0+0 |
| 6      | Rusland Jevgeni Oestjoegov Ivan Tsjerezov Maxim Maksimov Maxim Tsjoedov                  | 1:09.46,0 (0+3-1+7) 0+1-1+3 0+0-0+1 0+2-0+2 0+0-0+1 |
| 7      | Italië Christian de Lorenzi Rene Laurent Vuillermoz Christian Martinelli Markus Windisch | 1:10.13,4 (0+3-1+7) 0+1-1+3 0+1-0+2 0+0-0+0 0+1-0+2 |
| 8      | Zwitserland Ivan Joller Matthias Simmen Thomas Frei Simon Hallenbarter                   | 1:10.24,4 (0+2-0+6) 0+0-0+1 0+1-0+2 0+1-0+1 0+0-0+2 |
| 9      | Zweden Magnus Jonsson Mattias Nilsson Björn Ferry Carl Johan Bergman                     | 1:11.15,4 (0+3-2+9) 0+0-1+3 0+2-1+3 0+1-0+2 0+0-0+1 |
| 10     | Tsjechië Michal Šlesingr Zdenek Vitek Roman Dostál Jaroslav Soukup                       | 1:11.15,5 (0+2-3+8) 0+0-0+0 0+0-1+3 0+2-2+3 0+0-0+2 |

| #      | Land Atleten                                                                       | Detail (strafronden+naladen)                         |
| ------ | ---------------------------------------------------------------------------------- | ---------------------------------------------------- |
| Goud   | Rusland Svetlana Sleptsova Anna Boelygina Olga Medvedtseva Olga Zajtseva           | 1:13.12,9 (0+3-0+6) 0+2-0+0 0+0-0+3 0+1-0+2 0+0-0+1  |
| Zilver | Duitsland Martina Beck Magdalena Neuner Andrea Henkel Kati Wilhelm                 | 1:14.28,0 (0+6-3+8) 0+1-0+1 0+1-2+3 0+1-0+1 0+2-1+3  |
| Brons  | Frankrijk Marie Laure Brunet Sylvie Becaert Marie Dorin Sandrine Bailly            | 1:14.40,4 (0+3-1+10) 0+0-0+1 0+2-0+3 0+0-0+3 0+1-1+3 |
| 4      | Wit-Rusland Ljoedmila Lakintsjik Darja Domratsjeva Olga Nazarova Nadezhda Skardino | 1:14.54,6 (0+2-0+6) 0+0-0+1 0+1-0+0 0+1-0+2 0+0-0+3  |
| 5      | Zweden Sofia Domeij Helena Jonsson Anna Carin Olofsson-Zidek Anna Maria Nilsson    | '1:15.42,8 (2+5-0+6) 0+1-0+2 0+0-0+3 0+1-0+1 2+3-0+0 |
| 6      | Polen Krystyna Palka Magdalena Gwizdon Weronika Novakowska Agnieszka Grzybek       | 1:16.08,7 (0+1-4+8) 0+3-0+1 0+0-3+3 0+0-1+3 0+1-0+1  |
| 7      | China Wang Chunli Liu Xianying Dong Xue Song Chaoqing                              | 1:16.28,6 (1+6-0+8) 1+3-0+1 0+0-0+2 0+2-0+3 0+1-0+2  |
| 8      | Roemenië Dana Plotogea Eva Tofalvi Mihaela Purdea Alexandra Stoian                 | 1:18.15,0 (0+8-3+6) 0+0-2+3 0+3-1+3 0+2-0+0 0+3-0+0  |
| 9      | Canada Megan Imrie Zina Kocher Sandra Keith Megan Tandy                            | 1:18.33,7 (0+5-0+10) 0+2-0+3 0+0-0+3 0+1-0+2 0+2-0+2 |
| 10     | Verenigde Staten Lanny Barnes Haley Johnson Laura Spector Tracy Barnes             | 1:18.42,4 (0+4-0+6) 0+0-0+2 0+2-0+3 0+2-0+1 0+0-0+0  |

### Gemengde estafette
| #      | Land Atleten                                                                    | Detail (strafronden+naladen)                        |
| ------ | ------------------------------------------------------------------------------- | --------------------------------------------------- |
| Goud   | Frankrijk Marie Laure Brunet Sylvie Becaert Vincent Defrasne Simon Fourcade     | 1:10.30,0 (0+2-0+4) 0+0-0+1 0+2-0+0 0+0-0+2         |
| Zilver | Zweden Helena Jonsson Anna Carin Olofsson-Zidek David Ekholm Carl Johan Bergman | 1:10.36,2 (0+0-0+3) 0+0-0+0 0+0-0+1 0+0-0+0 0+0-0+2 |
| Brons  | Duitsland Andrea Henkel Simone Hauswald Arnd Peiffer Michael Greis              | 1:10.39,0 (0+3-0+8) 0+0-0+2 0+2-0+1 0+0-0+2 0+1-0+3 |
| 4      | Noorwegen Tora Berger Anne Ingstadbjørg Lars Berger Ole Einar Bjørndalen        | 1:11.22,7 (0+3-1+7) 0+0-0+0 0+2-1+3 0+0-0+2 0+1-0+2 |
| 5      | Rusland Svetlana Sleptsova Olga Zajtseva Ivan Tsjerezov Maxim Tsjoedov          | 1:11.39,5 (0+5-0+6) 0+2-0+1 0+1-0+2 0+1-0+1         |
| 6      | Finland Kaisa Mäkäräinen Mari Laukkanen Paavo Puurunen Timo Antila              | 1:11.43,6 (0+2-0+4) 0+0-0+0 0+0-0+1 0+2-0+2         |
| 7      | Italië Michela Ponza Katja Haller Christian de Lorenzi Markus Windisch          | 1:11.59,7 (1+5+1+6) 0+0-0+1 0+1-0+1 0+1-0+3 1+3-0+1 |
| 8      | Polen Agnieszka Grzybek Weronika Novakowska Krzystof Plywaczyk Tomasz Sikora    | 1:12.06,2 (0+4-0+3) 0+1-0+0 0+1-0+2 0+2-0+1 0+0-0+0 |
| 9      | Wit-Rusland Olga Nazarova Darja Domratsjeva Roestam Valjoellin Sergej Novikov   | 1:12.33,0 (0+3-0+5) 0+0-0+2 0+2-0+2 0+1-0+1 0+0-0+0 |
| 10     | Slowakije Anastasiya Kuzmina Martina Halinarova Pavol Hurajt Dusan Simocko      | 1:12.35,5 (0+3-0+4) 0+1-0+1 0+0-0+2 0+1-0+0 0+1-0+1 |

## Medailleklassement
| # | Land       | Goud | Zilver | Brons | Totaal |
| - | ---------- | ---- | ------ | ----- | ------ |
| 1 | Noorwegen  | 4    | 1      | 3     | 8      |
| 2 | Duitsland  | 2    | 4      | 2     | 8      |
| 3 | Rusland    | 2    | 1      | 3     | 6      |
| 4 | Oostenrijk | 1    | 2      | 0     | 3      |
| 5 | Zweden     | 1    | 1      | 1     | 3      |
| 6 | Frankrijk  | 1    | 0      | 1     | 2      |
| 7 | Slovenië   | 0    | 1      | 0     | 1      |
| 7 | Slowakije  | 0    | 1      | 0     | 1      |
| 9 | Kroatië    | 0    | 0      | 1     | 1      |

Saalfelden 1958 · 
Courmayeur 1959 ·
Umea 1961 ·
Hämeenlinna 1962 ·
Seefeld 1963 ·
Elverum 1965 ·
Garmisch-Partenkirchen 1966 ·
Altenberg 1967 ·
Zakopane 1969 ·
Östersund 1970 ·
Hämeenlinna 1971 ·
Lake Placid 1973 ·
Minsk 1974 ·
Antholz 1975 ·
Antholz 1976 ·
Vingrom 1977 ·
Hochfilzen 1978 ·
Ruhpolding 1979 ·
Lahti 1981 ·
Minsk 1982 ·
Antholz 1983 ·
Chamonix 1984 ·
Egg am Etzel / Ruhpolding 1985 ·
Falun / Oslo 1986 ·
Lahti / Lake Placid 1987 ·
Chamonix 1988 ·
Feistritz 1989 ·
Minsk / Olso / Kontiolahti 1990 ·
Lahti 1991 ·
Novosibirsk 1992 ·
Borovec 1993 ·
Canmore 1994 ·
Antholz 1995 ·
Ruhpolding 1996 ·
Brezno-Osrblie 1997 ·
Pokljuka / Hochfilzen 1998 ·
Kontiolahti / Oslo 1999 ·
Oslo / Lahti 2000 ·
Pokljuka 2001 ·
Oslo 2002 ·
Chanty-Mansiejsk 2003 ·
Oberhof 2004 ·
Hochfilzen / Chanty-Mansiejsk 2005 ·
Pokljuka 2006 ·
Antholz 2007 ·
Östersund 2008 ·
Pyeongchang 2009 ·
Chanty-Mansiejsk 2010 ·
Chanty-Mansiejsk 2011 ·
Ruhpolding 2012 ·
Nové Město 2013 ·
Kontiolahti 2015 ·
Oslo 2016 ·
Hochfilzen 2017 ·
Östersund 2019 ·
Antholz 2020 ·
Pokljuka 2021 ·
Oberhof 2023 ·
Nové Město 2024 ·
Lenzerheide 2025